# سیارک ۱۳۷۱۵
سیارک ۱۳۷۱۵ (به انگلیسی: 13715 Steed، نامگذاری:1998QK39) سیزده هزار و هفتصد و پانزدهمین سیارک کشف شده‌است که در ۱۷ اوت ۱۹۹۸ کشف شد.
قدر مطلق سیارک برابر ۱۵.۵ است.